# Tomah (Wisconsin)
Tomah es una ciudad situada en el condado de Monroe, Wisconsin, Estados Unidos. Tiene una población estimada, a mediados de 2022, de 9459 habitantes.

## Geografía
La localidad está ubicada en las coordenadas 43°59′17″N 90°30′5″O / 43.98806, -90.50139 (43.98801, -90.50138). Según la Oficina del Censo de los Estados Unidos, tiene una superficie total de 21.47 km², de la cual 20.37 km² corresponden a tierra firme y 1.10 km² están cubiertos de agua.

## Demografía
Según el censo de 2020, en ese momento la ciudad tenía una población de 9570 habitantes. La densidad de población era de 469.8 hab./km². El 85.81% de los habitantes eran blancos, el 3.19% eran afroamericanos, el 2.07% eran amerindios, el 1.45% eran asiáticos, el 0.26% eran isleños del Pacífico, el 1.56% eran de otras razas y el 5.66% eran de una mezcla de razas. Del total de la población, el 4.70% eran hispanos o latinos de cualquier raza.